# جائزة بريطانيا الكبرى 1980
جائزة بريطانيا الكبرى 1980 هو سباق فورمولا 1 أقيم بتاريخ 13 يوليو 1980 في كنت، بريطانيا العظمى. كان الثامن من أصل 14 في بطولة العالم لسباقات الفورمولا واحد موسم 1980. حلّ الأسترالي آلان جونز أولا بينما جاء البرازيلي نيلسون بيكيه في المركز الثاني وحصل على المركز الثالث الأرجنتيني كارلوس ريوتيمان.

## الترتيب النهائي
| الترتيب | السائق          | النقاط |
| ------- | --------------- | ------ |
| 1       | آلان جونز       | 37     |
| 2       | نيلسون بيكيه    | 31     |
| 3       | رينيه أرنو      | 23     |
| 4       | ديدييه بيروني   | 23     |
| 5       | كارلوس ريوتيمان | 20     |
| المصدر: |                 |        |